# الحرب العالمية الأولى (لعبة)
لعبة الحرب العالمية الأولى (بالإنجليزية:Supremacy 1914) هي لعبة حربية إستراتيجية من إنتاج شركة ألمانية تتوافر بعدة لغات العربية والإنجليزية والفرنسية فعليك اختيار دولة واجعلها دولة قوية وجيش أقوى تصمد لفترة طويلة وادعمه بالمعدات العسكرية مثل : الدبابات , المدفعية , المدفعية الثقيلة , بارجة حربية وتنافس مع اللاعبين وسيطر على مساحات واسعة .